# 刘秀梵
刘秀梵（1941年5月19日—），汉族，江苏靖江人，扬州大学教授、博士生导师、动物传染病学专家，中国民主同盟盟员，中华人民共和国第十一届全国政协委员。

## 生平
1965年毕业于苏北农学院（现扬州大学），曾任教授、中国畜牧兽医学会理事、动物传染病学分会副理事长。刘秀梵曾主编中国第一部兽医流行病学教材和专著。
2005年当选为中国工程院院士。2008年，当选第十一届全国政协委员。